# Kathodolumineszenz
Kathodolumineszenz ist eine Sonderform der Lumineszenz, wobei ein aus einer Elektronenquelle kommender Elektronenstrahl auf eine Festkörperoberfläche auftrifft und diese dazu anregt Licht, d. h. elektromagnetische Strahlung, auszustrahlen (Funktionsprinzip der Braunschen Röhre bzw. Kathodenstrahlröhre).

## Anwendungsbereiche und Experimentalaufbauten

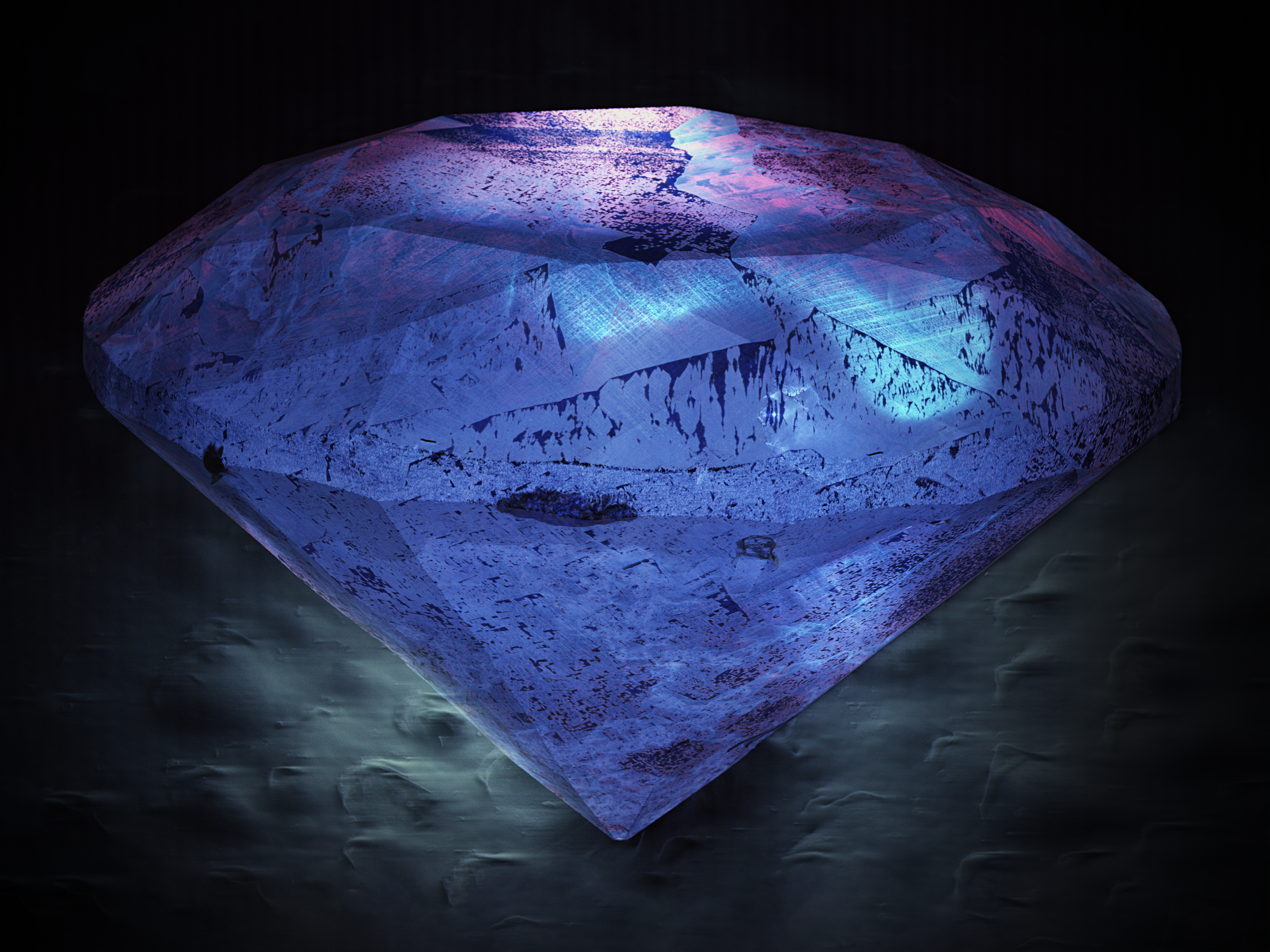
Diamantkathodolumineszenz

In der Geologie, Mineralogie und den Materialwissenschaften wird ein optisches Kathodolumineszenzmikroskop verwendet, um interne Strukturen von Gesteinsproben, keramischen Werkstoffen, Gläsern etc., sichtbar zu machen und somit Informationen über den Aufbau, die Entstehung und die Qualität des untersuchten Materials zu erhalten.
In den Materialwissenschaften und in der Halbleitertechnik werden Kathodolumineszenzuntersuchungen häufig in einem Rasterelektronenmikroskop (REM) durchgeführt. Hier trifft ein stark fokussierter Elektronenstrahl auf die Probe und veranlasst sie dazu, je nach Material, Licht aus dem infraroten, sichtbaren oder UV-Bereich auszustrahlen. Dieses Licht wird durch ein optisches System, wie z. B. einen elliptischen Spiegel, gesammelt. Über eine Optik wird es aus dem REM herausgeleitet und durch einen Monochromator auf einen Detektor (Photomultiplier oder CCD-Detektor) gelenkt. Hierbei können entweder Lumineszenzspektren als Funktion der Lichtwellenlänge/Photonenenergie aufgenommen werden oder es kann bei einer bestimmten Wellenlänge eine Abbildung der Lumineszenz aufgenommen werden, die dann direkt mit einem Sekundärelektronenbild der Oberfläche korreliert werden kann. Diese Informationen erlauben Rückschlüsse auf die Struktur und Qualität der untersuchten Halbleiterkristalle.
Ein Elektronenmikroskop mit einem Kathodolumineszenzanbau erlaubt zwar deutlich höhere Vergrößerungen, ist aber schwieriger zu handhaben und weitaus kostspieliger als ein optisches Kathodolumineszenzmikroskop, dessen Stärke darin liegt, die tatsächlich sichtbaren Lumineszenzfarben der Proben unmittelbar durch das Okular zu zeigen. Ersteres ist dadurch insbesondere für die Untersuchung nanostrukturierter Halbleiter von Bedeutung, während letzteres gerade in der Geologie Verwendung findet.
Die Schattenkreuzröhre findet sich nach wie vor im Physikunterricht an Schule und Hochschule als Demonstrationsgerät. Es gestattet anhand der Lumineszenz des Kolbenglases oder eines Leuchtschirmes das Studium der Erzeugung, Ausbreitung und der magnetischen Beeinflussung von Kathodenstrahlen.

## Technische Anwendungsbeispiele
- Bildröhren von Fernsehgeräten und Röhrenmonitoren
- Vakuum-Fluoreszenzanzeige (VFD), auch Digitron
- Magisches Auge (Abstimmanzeigeröhre)

## Geschichte
Als Entdecker der Kathodolumineszenz gilt der ukrainische Physiker Johann Puluj. Er entwickelte 1881 eine Lampe, später als Pulujlampe bekannt, die auf dem Prinzip der Kathodolumineszenz beruhte. 1905 erhielt Philipp Lenard „für seine Arbeiten über die Kathodenstrahlen“ den Nobelpreis für Physik. Ihm zu Ehren werden kathodolumineszente Substanzen auch als Lenardphosphore bezeichnet.